# Novosibirskse Vliegtuigproductiemaatschappij “V.P. Tsjkalov”

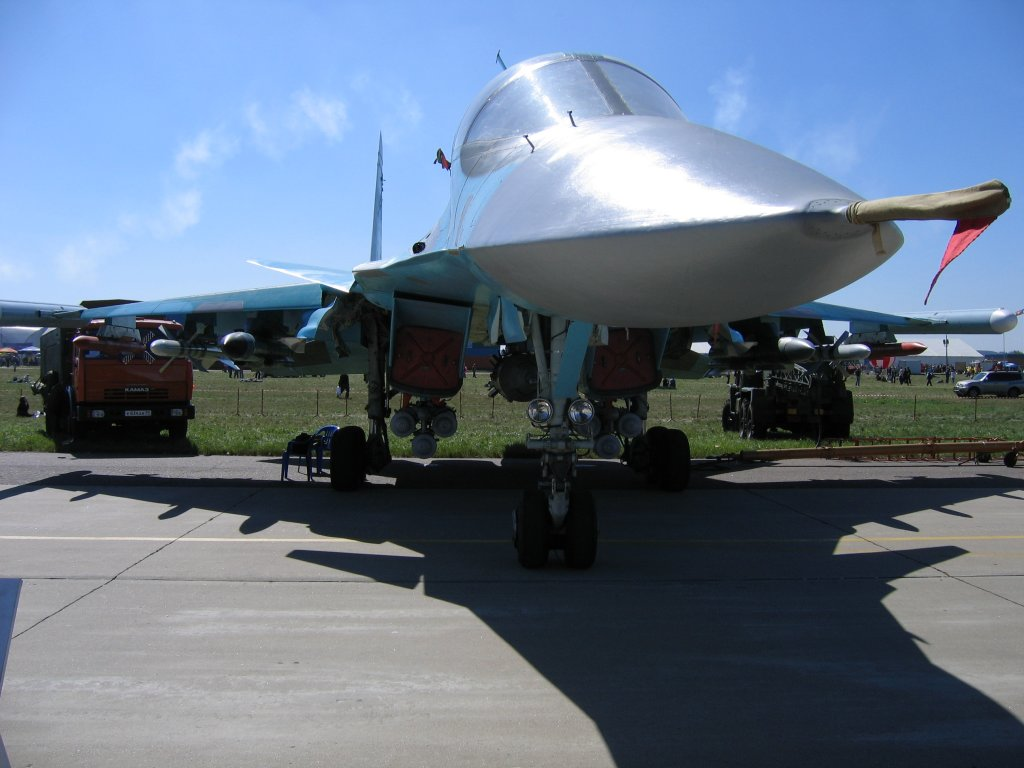
Een van de door NAPO gebouwde Soe-32's.

De Novosibirskse Vliegtuigproductiemaatschappij “V.P. Tsjkalov” is een Russische producent van vliegtuigen. Het bedrijf wordt ook wel NAPO genoemd, naar de afkorting van de Russische naam (НАПО, Новосибирское авиационное производственное объединение). Tegenwoordig bouwt het bedrijf alleen de Soechoj Soe-32 en Antonov An-38, maar sinds de oprichting in 1937 zijn meer dan 28.000 vliegtuigen gebouwd. Het meest geproduceerde toestel was de Jakovlev Jak-9, waarvan er tussen 1943 en 1948 in totaal 12.006 gebouwd werden in Novosibirsk.